# Щегольков, Николай Михайлович
Никола́й Миха́йлович Щеголько́в (18 (30) апреля 1856, Арзамас, Нижегородская губерния — 13 ноября 1919, там же) — русский предприниматель, общественный деятель, гласный Арзамасской городской думы, городской голова и краевед.

## Биография
Николай Михайлович Щегольков родился 18 (30) апреля 1856 года в Арзамасе Нижегородской губернии в семье купца Михаила Фёдоровича Щеголькова и его жены Глафиры Сергеевны. Происходил из рода предпринимателей-скорняков. С раннего возраста работал в семейном промысле, выучил все особенности скорняжного производства.

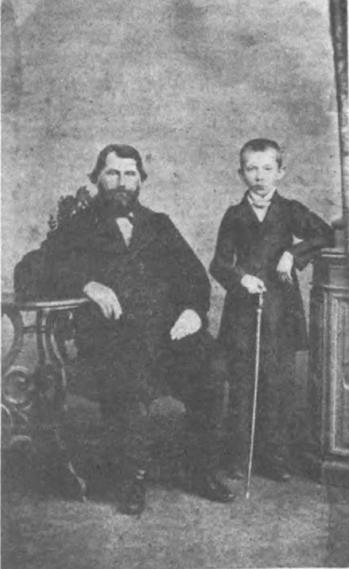
Михаил Фёдорович Щегольков с сыном Николаем. Москва, 1870. Фото М. П. Настюкова

С детства пристрастился к чтению, с 12-летнего возраста вёл дневник. После смерти матери 5 (17) декабря 1875 года при постоянном отсутствии дома находившегося в деловых поездках отца изучил множество книг по истории России и решил написать историю родного Арзамаса — делал выписки публикаций о городе из подшивок «Нижегородских губернских ведомостей», прочитал публикации этнографа Александра Власьевича Терещенко, раздобыл рукописные летописи истории города купцов Шлейникова и Мерлушкина у их наследников. От протоиерея Фёдора Ивановича Владимирского получил рукопись покойного протоиерея Стефана Дубровского, собрал другие материалы.
В 1890-х годах на Нижегородской ярмарке резко упали цены на мех, в результате чего Щегольков-старший разорился. 9 (21) октября 1894 года судейские чиновники описали имущество семьи, и Щегольковым пришлось переселиться из купеческого особняка в маленький домик на Глухой улице (современный адрес — улица Пушкина, 34), купленный на одолженные двоюродными братьями Андреем и Дмитрием Суриными деньги. В январе того же года умерла 31-летняя сестра Николая Варвара, а 18 (30) июня 1895 года — отец Михаил Фёдорович.
Начиная с 1895 года Николай Михайлович начал публиковать свои исторические сочинения — первым была статья «Чествование боярина Ф. М. Ртищева», вышедшая в нижегородской газете «Волгарь». Публикация была замечена, и 21 июня (3 июля) 1895 года в Арзамасском Воскресенском соборе была впервые проведена заупокойная служба по боярину. В следующие несколько лет Щегольковым были опубликованы ещё несколько материалов по истории родного города. 6 (19) апреля 1901 года он был избран членом Нижегородской учёной архивной комиссии, членами которой были самые известные деятели Нижегородской губернии того времени, например Владимир Галактионович Короленко; в том же году в её состав был избран писатель Алексей Максимович Пешков (Максим Горький).

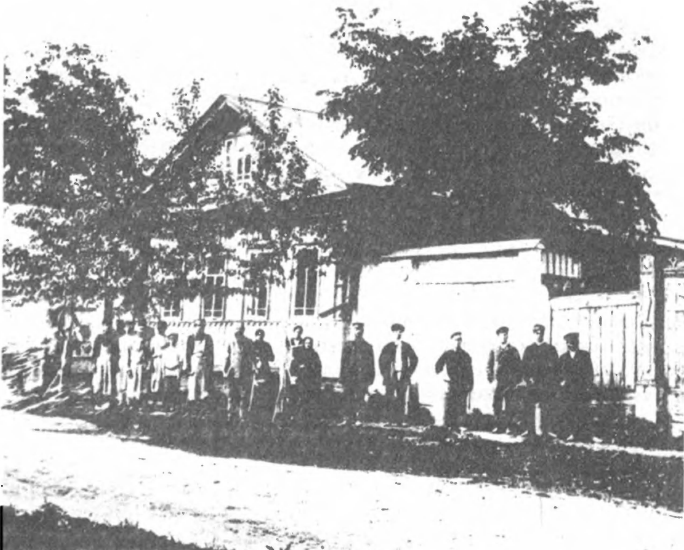
Скорняки перед домом Щеголькова на Глухой улице

В 1900-х годах Щегольков продолжил заниматься написанием краеведческих материалов, которые публиковались в нижегородских газетах, а некоторые из них издавались затем отдельными брошюрами. В 1901 году был избран в городскую думу. В 1903 году по случаю открытия мощей Серафима Саровского он издал путеводитель по городу Сарову и жизнеописание преподобного. 23 марта (5 апреля) 1903 года стал инициатором создания в Арзамасе Общества хоругвеносцев во имя благоверного князя Александра Невского, в котором сам выполнял роль письмоводителя. В этих двух качествах принимал участие во многих мероприятиях как в Арзамасе (например, подготовка к празднованию 100-летия Бородинского сражения 16 (29) сентября 1912 года), так и далеко за его пределами (чествование арзамасских воинов, погибших в сражении 30 марта (9 апреля) 1608 года под Зарайском).
Кризис в меховой отрасли, разоривший его отца, не только не прошёл, но усугублялся. Так, если в 1880 году в районе Арзамаса было 400 скорняков, к 1915 году осталось только 8 меховых мастерских с наёмными работниками и 3 скорняжных мастерских. Несмотря на это, Щегольков упорно продолжал семейное дело, у него имелось 15 сотрудников. Экономическое положение семьи несколько поправилось, но Николай Михайлович продолжал жить в том же небольшом домике, в который переехал после разорения отца.

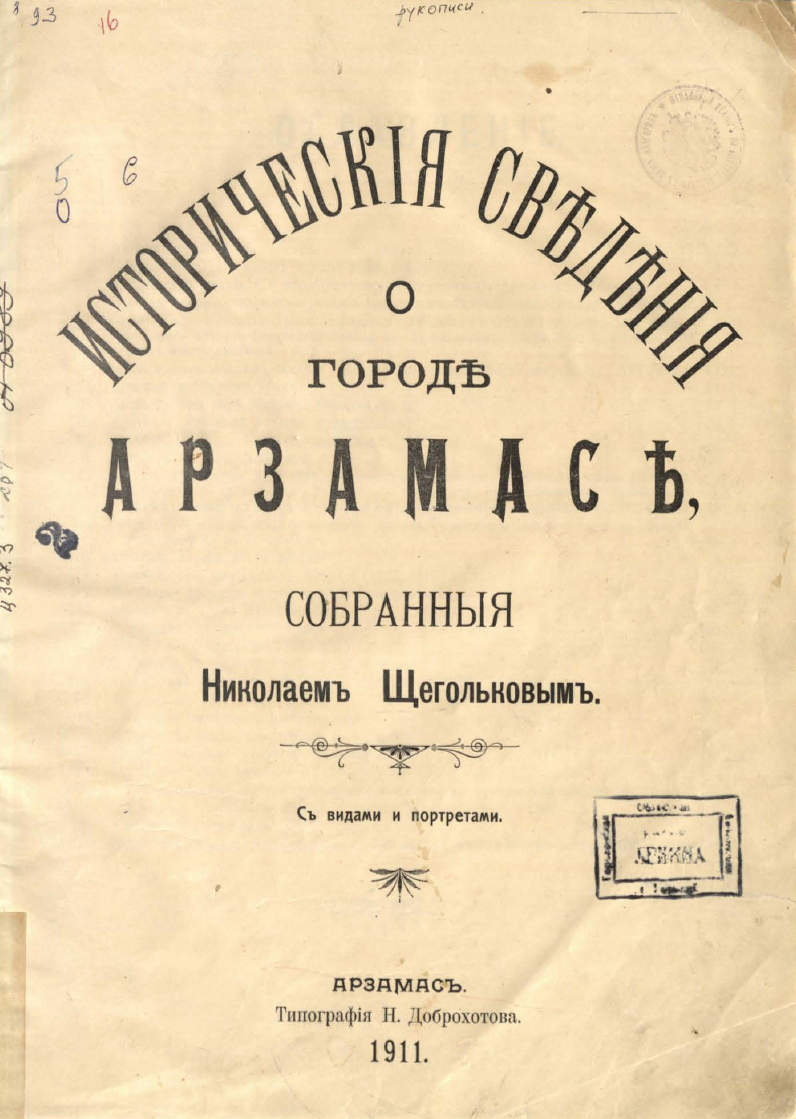
Титульный лист книги Н. М. Щеголькова «Исторические сведения о городе Арзамасе», 1911

В 1911 году вышел главный труд жизни Николая Михайловича, материалы для которого он собирал 40 лет. Книга называлась «Исторические сведения о городе Арзамасе, собранные Николаем Щегольковым. С видами и портретами», это был первый подробный историко-краеведческий труд о его родном городе. Книга была написана простым языком; повествование начиналось ещё с того момента, когда территория будущего Арзамаса была населена мордовскими племенами и охватывала период вплоть до момента её публикации в начале XX века. В труде Щеголькова рассказывалось и о Казанских походах Ивана Грозного в 1552 году, и о массовых казнях участников восстания Степана Разина в 1670, и об участии арзамасцев в Отечественной войны 1812 года. Единственный важный пропуск касался революции 1905 года, информация о которой не могла быть включена в книгу по цензурным соображениям.
Во время Первой мировой войны принимал активное участие в организации жизни города в военных условиях, обеспечение работы промышленности и войсковых поставок. 15 (28) марта 1915 года был избран городским головой. После Февральской революции и отречения императора Николая II подал в отставку, покинув свой пост 8 (21) марта 1917 года.
В разные годы Николай Михайлович Щегольков входил в состав попечительского совета городского училища, был попечителем кладбищенской храма Тихвинской Иконы Божией Матери, старостой церкви Владимирской Иконы Божией Матери, принимал участие в строительстве водопровода. Скончался в Арзамасе 27 марта 1919 года.

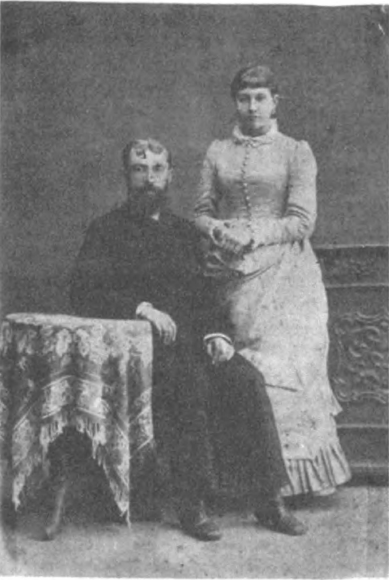
Николай Михайлович Щегольков с женой Верой Михайловной

## Семья
Жена, с 1884 года — Вера Михайловна, урождённая Мищенко. Дочь киевского купца, после смерти родителей в раннем возрасте проживала у дяди в подмосковном Зарайске. Умерла 30 апреля (13 мая) 1908 года.
Сыновья: трое сыновей по имени, Сергей, Зосима, Иона (все умерли во младенчестве), Михаил и Фёдор. Дочь Глафира (умерла во младенчестве).

## Память
27 ноября 1996 года решением Арзамасской городской думы № 45 Николаю Михайловичу Щеголькову было присвоено звание Почетного гражданина города Арзамаса. На месте дома, в котором жил Щегольков, и на здании бывшей городской думы установлены мемориальные доски в память о нём.